# Constantin Reiner
Constantin Reiner (ur. 11 lipca 1997 w Oberndorf bei Salzburg) – austriacki piłkarz występujący na pozycji obrońcy w Shaanxi Union F.C..

## Kariera
Wychowanek USK Obertrum i Red Bull Salzburg. W latach 2014–2022 grał w USK Anif (klub satelicki Red Bull Salzburg) i SV Ried. W styczniu 2022 roku został graczem Piasta Gliwice. 